# Leninskij prospekt (stanice metra v Moskvě)

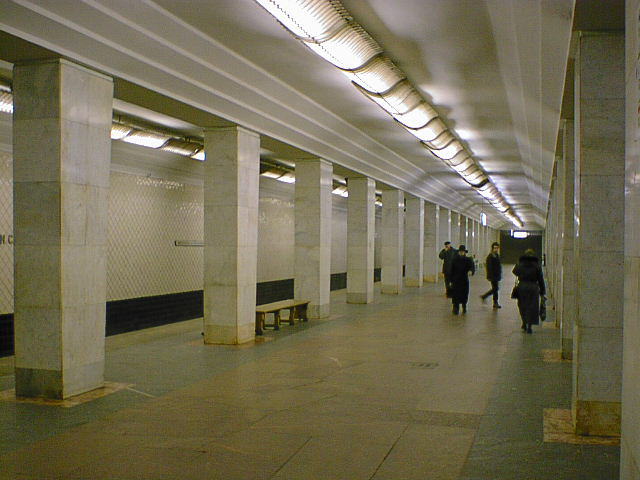
Nástupiště stanice

Leninskij prospekt (rusky Ленинский проспект) je stanice moskevského metra na Kalužsko-Rižské lince. Svůj název nese podle stejnojmenného prospektu. Veřejnosti již slouží od 13. října 1962. Ze stanice Leninskij prospekt lze přestoupit na stanici Ploščaď Gagarina na Moskevském centrálním okruhu.

## Charakter stanice
Tato stanice je hloubená, s ostrovními nástupišti, mělkého založení. Provedení její podzemní části vychází z unifikovaného projektu pro stanice tohoto typu, avšak u Leninského prospektu jsou jak střední část, tak i boční části nástupiště více klenuté. Obklad sloupů, které rozkládají rovnoměrně váhu zeminy nad stanicí, tvoří bílý mramor, stěny za oběma kolejemi pak obkládají dlaždice. Osvětlení je umístěné v rozích stopu; do roku 2004 fungovala původní dekorativní svítidla.
Stanice má dva výstupy, které vedou na Gagarinovo náměstí; nedaleko se nachází také železniční nádraží. V budoucnu se zde plánuje k němu dobudovat další, celkem již třetí, výstup ze stanice. Leninskij prospekt denně využije 61 600 cestujících (2002), což ji řadí k těm středně vytíženým.